# مريم أمين
مريم أمين (ولدت 4 مايو 1975)، مقدمة برامج تلفزيونية ومذيعة مصرية. اشتهرت من خلال تقديمها برنامج «زى النجوم» على قناة دبي الفضائية. تعمل حاليا في إذاعة نجوم إف إم في مصر.

## السيرة
تخرجت مريم من كلية التجارة قسم اللغة الإنجليزية، وبدأت عملها التليفزيونى عام 1998 في ماسبيرو من خلال قناة النيل للمنوعات. ثم انتقلت إلى الفضائية المصرية في الوقت الذي لم تكن قد انتشرت في مصر الفضائيات وحظيت بالشعبية التي تحظى بها الآن.
قدمت مريم عدة برامج وحرصت على التنويع، فقدمت في المنوعات ستوديو الفن عام 2003 وضحك ولعب وجد وحب، وقد ساعدتها الخبرة في تقديم البرامج الحوارية في القنوات الفضائية المصرية على اكتساب مهارة التقديم بطلاقة وعفوية. كما قدمت أيضا صباح الخير يا مصر لعامين ونصف، ومصر النهار ده.
قررت مريم الانتقال خارج مصر، وعملت في الفضائية اللبنانية LBC لفترة بسيطة. قدمت فيها برنامج باص ستوب، ثم انتقلت إلى قناة دبى في 2004 الذي يعد هو الانطلاقة الحقيقية لها. قدمت مريم في القناة الإماراتية برنامج زي النجوم، لمدة موسمين بنجاح وقدرة عالية، حيث تنافس المشتركون في تَقَمُّص شخصيات غنائية كبيرة مؤديين على خشبة المسرح وأمام جمهور حي أشهر الأغاني لأشهر الفنانين العرب.
قدمت مريم في عام 2007، سهرتي انتخاب ملكة جمال مصر في نقل مباشر، كما وعادت إلى فريق عمل صباح الخير يا مصر بعد أن تمّ تحديث البرنامج. ظهرت مريم أيضا على شاشة قناة دبي سنة 2008 في برنامج تاراتاتا، البرنامج الناجح الذي استضاف أشهر النجوم وشاركت مريم بإعداده وتقديمه مع باقة من أشهر المقدمين العرب.
وكانت خلال هذه الفترة تقدّم ولأربعة مواسم برنامج سوالفنا حلوة، حيث تدير حوارا بين ضيوفها (من الفنانين وغيرهم) وبمشاركة 6 من المقدّمين من مختلف البلاد العربية. في يناير من 2009، قدمت مريم أمين سهرة إطلاق دورة برامج مؤسسة دبي للإعلام بحضور نجوم مسلسلات قناتي دبي وسما دبي. وفي نوفمبر من العام نفسه تألقت مريم بتقديم الحفلة الختامية لمهرجان الإعلام العربي مباشرة من القاهرة.
و في الاستفتاء السنوي لمجلة زهرة الخليج في بداية 2010، احتلت مريم أمين المرتبة الرابعة بين أفضل المذيعات في العالم العربي. وبعد ثورة يناير قررت مريم العودة إلى مصر في برنامج مصر النهارده، لكن بعد ظهورها في الحلقة الأولى من البرنامج أُعلِن أن مريم أمين ستكون خارج البرنامج، لتخرج بعدها الشائعات لتطاردها حول الأسباب إلا أن مريم قالت في أكثر من حوار صحفى إن السبب كان سوء التنظيم والتدخل غير المبرر من الإدارة.
قررت مريم ترك التلفاز لفترة وابتعدت لمدة عامين عن الساحة، وفي تلك الفترة عرض عليها تقديم عدة برامج، لكنها رفضت قبولها، حيث تقول «كانت غير مناسبة لما تمر به البلاد». إلى أن وصل إليها عرض من إذاعة 90.90 في 6 نوفمبر 2013، وافقت وقررت الانضمام لتقدم برنامج «وهو كذلك». حتى توقف البرنامج في أكتوبر 2015 لتختفى مريم عن الساحة، قبل أن يعلن في مؤتمر صحفى انضمامها لأسرة مذيعى محطة نجوم إف إم في 2016 ببرنامج «اتفقنا»

## وصلات خارجية
- مريم أمين على موقع الدهليز
- مريم أمين على موقع قاعدة بيانات الأفلام العربية